# 走滑拉张
走滑拉张（英語：transtension）是指一個地殼區域同時經歷剪切和拉張的應力，因此該區域具有伸展構造（正斷層、地塹）和走滑構造。一般來說，以前被定義為簡單的走滑構造實際上是走滑拉张的，因為地殼區域不太可能經歷單純的伸展或走滑構造。
走滑拉張的特點是具有走滑剪切和伸展應力有關構造的共存， 包括純走滑斷層和純傾向斷層，但具有兩者成分的斷層更多。

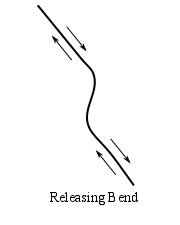
斷層平面幾何圖，在彎道或錯開處導致走滑拉张

### 釋放彎曲
釋放彎曲是一種走滑拉张構造，其形成是當地區走滑斷層的方向與區域走滑斷層方向相交傾斜時，導致局部伸展構造釋放彎曲，通常形成負花狀結構或拉張盆地。
當走滑斷層在平面上，沿走向錯位時，在錯位地帶會形成透鏡狀拉漲或擠壓構造區。如果走滑斷層呈直線狀，斷層面垂直傾斜，只有水平運動，因此不會因斷層運動而改變地形。 但隨著走滑斷層的變大和發育，一條長的走滑斷層在平面上會被間隔像階梯狀錯位。如果是右旋走滑斷層，向左踏階梯，在錯位地帶會產生擠壓構造（英語：retraining bend of strike-slip fault）；向右踏階梯，則產生拉張構造（英語：releasing bend of strike-slip fault）。